# Алексанов, Сергей Иванович
Серге́й Ива́нович Алекса́нов (укр. Сергій Іванович Алексанов; род. 12 февраля 1990, Днепропетровск) — украинский футболист, полузащитник

## Биография
Родился 12 февраля 1990 года в Днепропетровске. В ДЮФЛ выступал в составе местных команд «Днепр-75», «Интер», «Днепр» и УФК. В начале своей карьеры выступал на позиции нападающего, позже переквалифицировался в атакующего полузащитника. В профессиональном футболе дебютировал 3 апреля 2008 года в матче чемпионата Украины в составе «Арсенала» (Белая Церковь). За эту команду Сергей выступал до начала 2013 года. За этот период провёл в белоцерковском клубе 137 матчей, забил четыре мяча. С «Арсеналом» Алексанов становился серебряным призёром второй лиги. Следующие полтора года играл в донецком «Олимпике», в составе которого в 2014 году стал победителем первой лиги. Летом 2014 «Олимпик» поднялся в Премьер-лигу, а Алексанов остался в первой, перейдя в «Горняк-Спорт». Следующей командой в биографии полузащитника стал «Кремень», с которым Алексанов становился бронзовым призёром второй лиги. Лето-осень 2015 года провёл в краматорском «Авангарде». В начале декабря 2015 года перешёл в «Ингулец». В конце декабря 2016 года покинул петровскую команду.
Весной 2017 присоединился к «Николаеву». В дебютном матче за новую команду отметился забитым голом в ворота своего бывшего клуба «Ингулец». В составе николаевцев сыграл в полуфинале Кубка Украины 2016/17 годов.